# Pleurtuit
Pleurtuit é uma comuna francesa na região administrativa da Bretanha, no departamento Ille-et-Vilaine. Estende-se por uma área de 29,72 km². Em 2010 a comuna tinha 7 032 habitantes (densidade: 236,6 hab./km²).